# David Warner (cricket)
Cet article concerne le joueur de cricket. Pour l'acteur et réalisateur britannique, voir David Warner.
Pour les articles homonymes, voir Warner.
David Andrew Warner est un joueur de cricket international australien né le 27 octobre 1986 à Paddington. Batteur gaucher au style agressif, il fait ses débuts avec la Nouvelle-Galles du Sud en 2007. Il est sélectionné pour la première fois avec l'équipe d'Australie pour un Twenty20 en 2009 et joue son premier ODI quelques jours plus tard. Son jeu lui vaut des contrats pour diverses compétitions de Twenty20, par exemple avec les Delhi Daredevils en Indian Premier League. Il dispute ses premiers test-matchs avec la sélection australienne en 2011. Il remporte notamment la Coupe du monde 2015.

## Biographie
David Warner naît le 27 octobre 1986 à Paddington, une banlieue de Sydney, en Nouvelle-Galles du Sud. Comme son frère aîné Steve, il joue, jeune, pour le Sydney Coastal Cricket Club. Lorsqu'il batte, il tape souvent la balle en l'air, ce qui conduit son entraîneur à le forcer à jouer comme un droitier plutôt que comme un gaucher, mais l'expérience ne dure qu'un an. Avec l'équipe des moins de 16 ans, il marque 1 300 courses en une saison, un record pour le club dans cette catégorie d'âge. Comme Steve, il rejoint ensuite le Eastern Suburbs Cricket Club, qui joue en Sydney Grade Cricket. Il participe alors à la fois aux matchs des moins de 15 ans et de la cinquième équipe senior du club. En 2006, il participe à la Coupe du monde des moins de 19 ans, au Sri Lanka, avec l'Australie. La même année, l'équipe de Nouvelle-Galles du Sud lui offre un contrat « débutant » (rookie).
Il fait ses débuts avec la Nouvelle-Galles du Sud lors d'un Twenty20 contre le Queensland en janvier 2007. Mi-2007, il est temporairement suspendu du Centre of Excellence, le centre de formation des joueurs australiens, pour des dégradations. En novembre 2009, il réalise un score de 165 courses dans la Ford Ranger One Day Cup (list A) contre la Tasmanie, un record pour la Nouvelle-Galles du Sud à ce niveau. Quelques jours plus tard, il réussit 97 courses en seulement 54 lancers dans la même compétition contre les mêmes adversaires. Ses statistiques et son style agressif lui valent dès lors un contrat de deux saisons avec les Delhi Daredevils en Indian Premier League (IPL) à compter de 2009.
En connaissant sa première sélection avec l'équipe d'Australie au cours d'un Twenty20 au Melbourne Cricket Ground contre l'Afrique du Sud le 11 janvier 2009, David Warner devient seulement le troisième joueur à débuter en équipe nationale australienne avant d'avoir disputé la moindre rencontre répertoriée « first-class ». Les deux cas précédents datent du premier test-match de l'histoire, en 1877. Warner marque à cette occasion 89 courses en ayant fait face à 43 lancers qui permettent aux locaux de remporter le match. Lors de la série de rencontres au format One-day International (ODI) qui suit contre les mêmes adversaires, quelques jours plus tard, il est sélectionné pour la deuxième partie, Michael Clarke étant blessé. Il ne marque que cinq courses à cette occasion mais participe également aux trois derniers matchs de la série. Il enchaîne avec deux parties contre la Nouvelle-Zélande dans le même format. Au total, à ce point de sa carrière, il ne totalise que 106 courses à la moyenne de 17,66 en six ODI, ce qui lui vaut d'être écarté de l'équipe dans cette forme de jeu.
Il fait ses débuts en first-class cricket avec la Nouvelle-Galles du Sud en mars 2009. Il remporte avec cette équipe l'édition inaugurale de la Ligue des champions de Twenty20, fin 2009. Avec l'Australie, il dispute le championnat du monde de Twenty20 en 2009 en Angleterre, qui voit la sélection éliminée au premier tour. Début 2010, il marque 67 courses en 29 balles lors d'un Twenty20 contre les Indes occidentales au Sydney Cricket Ground, atteignant notamment les 50 courses en seulement 18 lancers, la deuxième meilleure performance de ce genre dans ce format,. Il participe à nouveau aux championnats du monde en 2010, dans les Caraïbes. L'Australie s'y qualifie pour la finale mais échoue face à l'Angleterre.
Il marque son premier century en first-class cricket, 114 courses, avec la Nouvelle-Galles du Sud contre l'Australie-Occidentale en mars 2011. Dans le même format, il réalise un total de 211 courses en une manche avec l'Australie A contre le Zimbabwe A lors d'une tournée au Zimbabwe en juillet 2011. Au cours du même voyage, il ajoute à ses statistiques deux totaux de 152 courses lors d'un match de préparation et de 120 dans un match d'un jour. Il a le meilleur total de courses de la Ligue des champions 2011, au cours de laquelle la Nouvelle-Galles du Sud est éliminée en demi-finale. Ses 328 courses incluent notamment une première : jamais avant Warner un joueur n'avait réussi deux centuries lors de deux Twenty20 consécutifs. Cette année 2011 est aussi cette de son retour en équipe d'Australie en ODI, format dans lequel il n'a disputé qu'un match après les six consécutifs de ses débuts en 2009. Il est ainsi appelé pour la tournée en Afrique du Sud. Rentré en Australie après les ODI, il est rappelé dans le groupe à l'issue du premier test-match et la blessure de Shaun Marsh.
Alors que Shane Watson, un des deux ouvreurs de l'équipe d'Australie est absent sur blessure, David Warner dispute ses deux premiers test-matchs lors du trophée Trans-Tasman, à domicile contre la Nouvelle-Zélande, en décembre 2011. Lors du deuxième, il réalise son premier century dans ce format, 123 courses. Il débute la manche et est le dernier Australien sur le terrain, ses coéquipiers étant éliminés les uns après les autres et les visiteurs remportant la partie par un écart de seulement sept courses. Il participe ensuite au trophée Border-Gavaskar lorsque l'Australie reçoit l'Inde entre fin 2011 et début 2012. Lors du troisième des quatre test-matchs du face-à-face, il réussit au WACA Ground de Perth le quatrième century le plus rapide de l'histoire à ce niveau en termes de balles jouées, passant la barre des cent courses en ayant fait face à 69 lancers. Son association avec l'autre ouvreur australien, Ed Cowan, totalise 214 courses dans la première manche du match. La manche de David Warner s'achève lorsqu'il est éliminé en ayant totalisé 180 courses face à 159 lancers.

## Vie privée
Il épouse en avril 2015 le mannequin australien Candice Falzon. Le couple a deux filles nées respectivement en 2014 puis 2016.

## Style de jeu

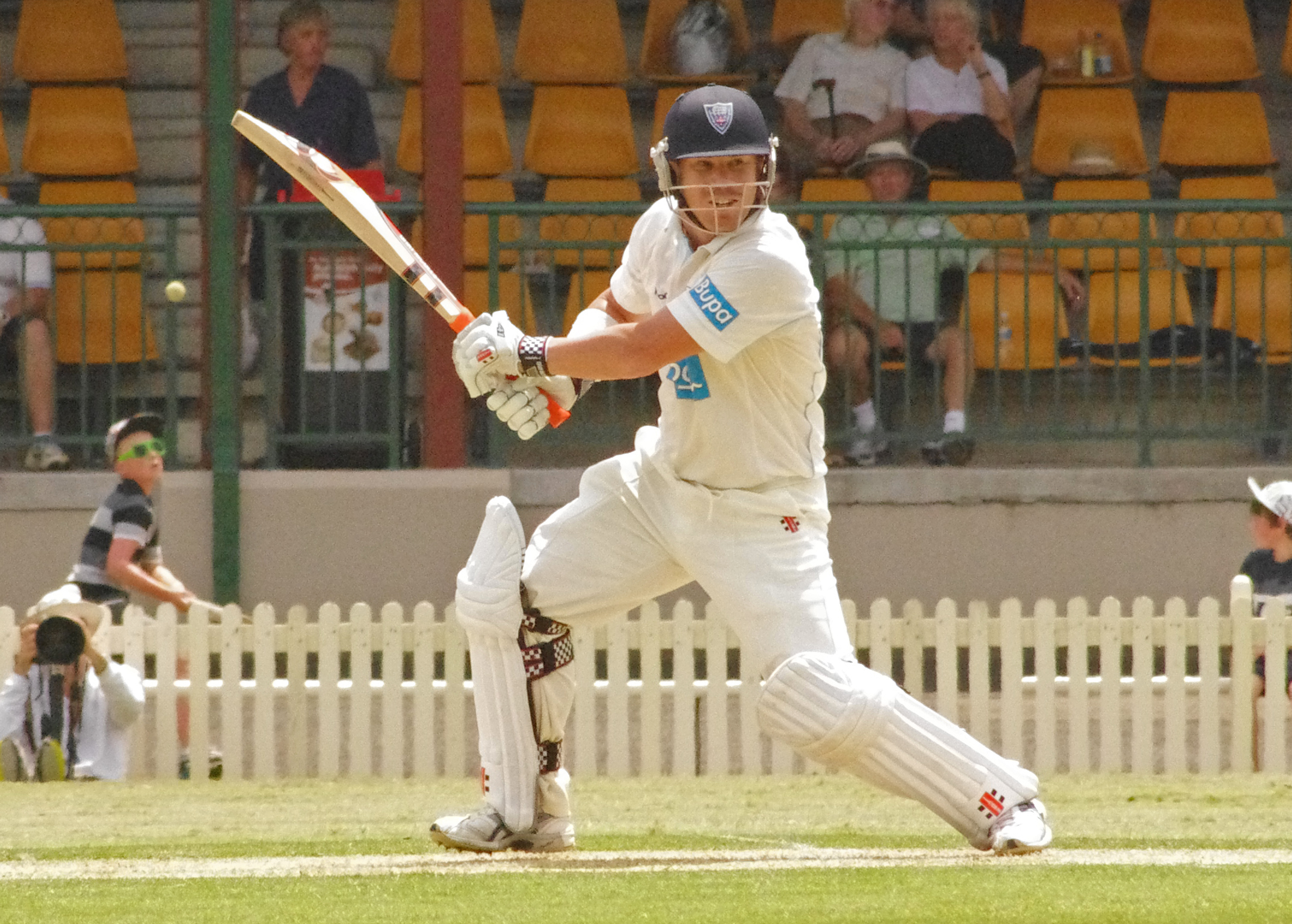
David Warner à la batte, en 2011.

David Warner est un batteur gaucher dont le jeu s'appuie sur une prise de risque importante. Il joue habituellement en tant qu'ouvreur, c'est-à-dire l'un des deux premiers batteurs de la manche. Son style agressif a conduit son équipementier, Gray-Nicolls, a lui fournir un temps une batte avec laquelle il peut frapper des deux côtés (et non d'un seul usuellement), pour l'aider à pratiquer le switch-hit et le reverse-sweep. Il est adepte de ce switch-hit, ce coup pour lequel il doit se mettre en position de droitier pour taper la balle.

## Bilan sportif

### Principales équipes
| Équipe nationale                      | Test        | ODI         | Twenty20              |
| ------------------------------------- | ----------- | ----------- | --------------------- |
| Australie                             | 2011 -      | 2009 -      | 2009 -                |
| Autre équipe                          | First-class | List A      | Twenty20              |
| Nouvelle-Galles du Sud (Australie)    | 2008-2009 - | 2006-2007 - | 2006-2007 - 2010-2011 |
| Delhi Daredevils (Inde)               | NC          | NC          | 2009 -                |
| Durham (Angleterre)                   |             |             | 2009                  |
| Middlesex (Angleterre)                |             | 2010        | 2010                  |
| Northern Districts (Nouvelle-Zélande) |             |             | 2010-2011             |
| Sydney Thunder (Australie)            | NC          | NC          | 2011-2012             |
| Sydney Sixers (Australie)             | NC          | NC          | 2012-2013             |

### Statistiques
David Warner est le premier batteur au monde à marquer deux centuries lors de deux Twenty20 officiels consécutifs, en marquant 135 courses contre les Chennai Super Kings puis 123 autres contre les Royal Challengers Bangalore lors de la Ligue des champions de Twenty20 2011.
Le 13 janvier 2012, il réussit face à l'Inde au WACA Ground de Perth le quatrième century le plus rapide de l'histoire des test-matchs en termes de balles jouées (statistique qui n'a pas toujours été enregistrée), passant la barre des cent courses en ayant fait face à 69 lancers, une performance qui égale celle de Shivnarine Chanderpaul et figure derrière celles de Viv Richards (56 lancers joués), Adam Gilchrist (57) et Jack Gregory (67).

## Honneurs
- Désigné jeune joueur australien de l'année lors de la cérémonie de la médaille Allan Border en 2012[30].